# Рілля (газета)
«Рілля» (до 1910 — «Українське бджільництво») — український сільсько-господарський популярний двотижневик, заснований 1907 в Санкт-Петербурзі діячем української кооперації Є. Архипенком під назвою «Українське бджільництво».
1910 його видання перенесли до Києва, де він почав виходити під назвою «Рілля». Редактор — Терниченко Аристарх Григорович.
У 1911 часопис «Рілля» був відзначений на сільськогосподарських виставках у Ромнах срібною медаллю і в Галичині золотою.
1912 часопис звернувся до своїх читачів — здебільшого українських селян, із закликом допомогти заснувати агрономічне видавництво. Цей заклик знайшов відповідь і розуміння серед українців. До редакції почали надходити пожертвування, на які було видано кілька корисних сільсько-господарських брошур. Колектив редакції «Рілля» прагнув залучити до національної справи якомога ширший гурт українського суспільства. 1913 відбулося об'єднання «Рілля» з новоутвореним українським агрономічним товариством «Український агроном», головна мета якого полягала в тому, щоб надати допомогу агрономам і землеробам, видаючи друковану продукцію рідною мовою. На об'єднавчих зборах, що відбулися 21 лютого 1913 в Києві, було прийняте рішення, що товариство «Український агроном» бере на себе борги, обов'язки та майно «Рілля», вирішено видати протягом 1913 кілька книжок із сільського господарства.
«Рілля» та «Український агроном» продовжували успішно працювати до 1916, коли царський уряд, використовуючи воєнний стан, закрив ці дві українські інституції.